# Булюбаш, Александр Петрович
Александр Петрович Булюба́ш (1832, Полтавская губерния — 1889, Абатское, Ишимский округ, Тобольская губерния) — российский государственный деятель, Томский губернатор.

## Биография
Родился в середине 1830-х годов в дворянской семье в Хорольском уезде Полтавской губернии.
В 1851 году окончил Петровский кадетский корпус в Полтаве. В составе 63-го Углицкого пехотного полка участвовал в боевых действиях во время Крымской войны (1853—1856). Вероятно, вышел в отставку, работал на хозяйственных должностях в Полтаве.
С 1879 по 1888 год был таврическим вице-губернатором, коллежский советник.
5 мая 1888 года был назначен губернатором Томской губернии. В торжества открытия Томского университета (22 июля 1888 года) находился ещё в Москве, откуда послал приветственную телеграмму. Прибыл в Томск 11 августа 1888 года. Статский советник (1888), действительный статский советник (1889).
Вступив в должность распорядился, чтобы все административно-ссыльные были выдворены из Томска и расселены по Томской губернии.
Скончался от чахотки 22 января (3 февраля) 1890 года по дороге в Петербург, в селе Абатское Ишимского округа Тобольской губернии.

## Оценки современников
«Посадить Булюбаша губернатором значило просто посмеяться над целой губернией. Это автомат, лишенный всякой инициативы, ума обыкновенного человека, совершенно неспособный интересоваться чем либо, кроме писаной бумаги и способный „двигать дело“ только тогда, когда получается из министерства напоминание. Человека более бесцветного я не видывал; это засохший лимон, под жесткой коркой которого ничего, кроме пустой сухой сердцевины и негодных семечек, нет» (А. В. Адрианов).